# Fraxinus quadrangulata
Fraxinus quadrangulata är en syrenväxtart som beskrevs av André Michaux. Fraxinus quadrangulata ingår i släktet askar, och familjen syrenväxter. Inga underarter finns listade i Catalogue of Life.

## Bildgalleri

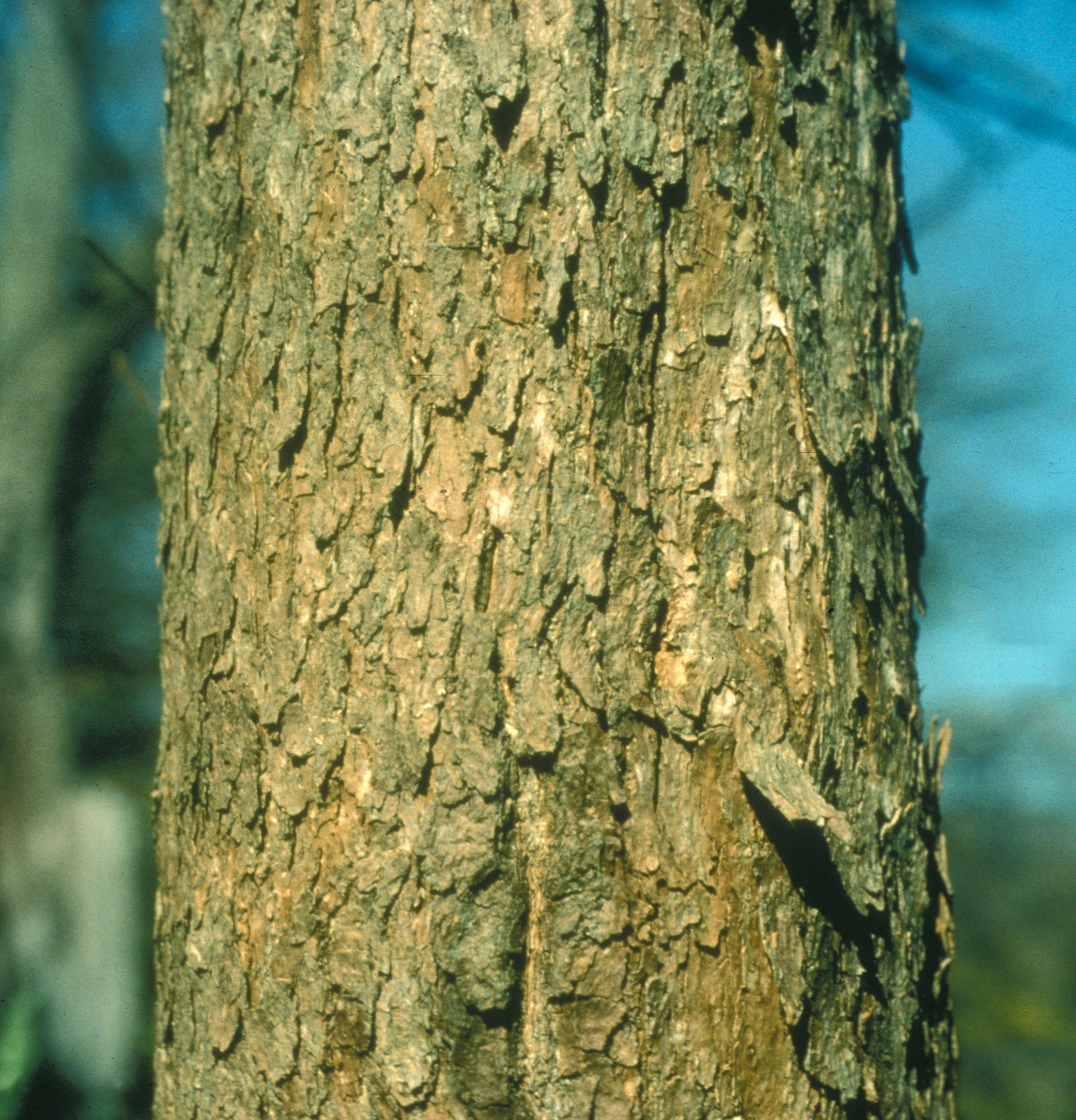
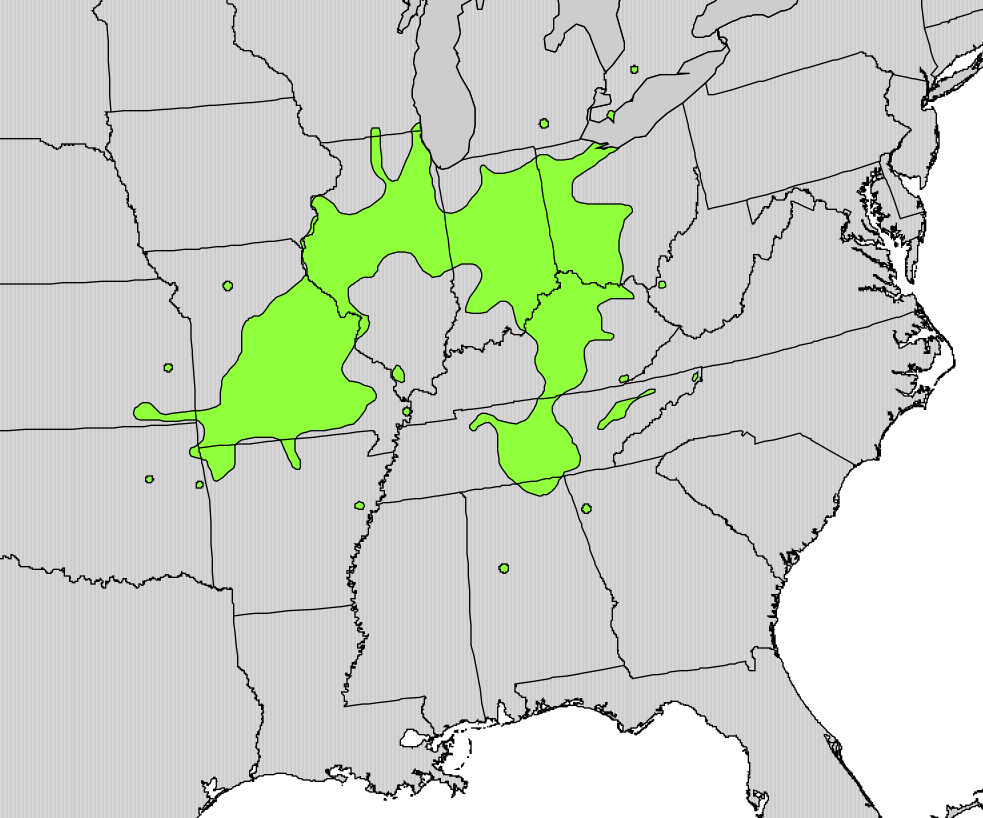